# Mahawa Bangoura
Mahawa Bangoura Camara (née le 13 mars 1927) est une diplomate et politicienne guinéenne. Elle a été la première femme à occuper le poste de ministre des Affaires étrangères de Guinée, ambassadrice de Guinée aux États-Unis et représentante permanente auprès des Nations unies.

## Jeunesse
Mahawa Bangoura Camara est née le 13 mars 1927 à Conakry, en Guinée.

## Carrière
Mahawa Bangoura a été nommée ambassadrice de Guinée aux États-Unis en 1995.
Elle a également été représentante permanente de la Guinée aux Nations unies jusqu'en juin 2000, date à laquelle elle est nommée ministre des Affaires étrangères du pays. C'est la première femme à accéder à un tel poste. Son prédécesseur était Zainoul Abidine Sannoussi.
Elle a été nommée par le président Lansana Conté lors d'un remaniement ministériel au cours duquel cinq ministres principaux ont été remplacés,.
Mahawa Bangoura et le nouveau ministre de la Sécurité et de l'Intérieur, Ahmadou Camara, sont devenus des secrétaires d'État avec un statut de premier plan au sein du gouvernement du Premier ministre Lamine Sidime.
En août 2001, elle rencontre ses homologues du Libéria et de la Sierra Leone à Monrovia, au Libéria, pour tenter de rétablir la paix dans les trois pays de l’Union du fleuve Mano (UMR). Elle reste ministre des Affaires étrangères jusqu'en 2002.